# 一式四十七粍戦車砲
一式四十七粍戦車砲（いっしきよんじゅうななみりせんしゃほう）は、大日本帝国陸軍が1939年（昭和14年）に開発を開始し、1942年（昭和17年）に制式化された口径47mmの戦車砲。九七式中戦車 チハや一式中戦車 チヘなどの主砲として使用された。

## 概要

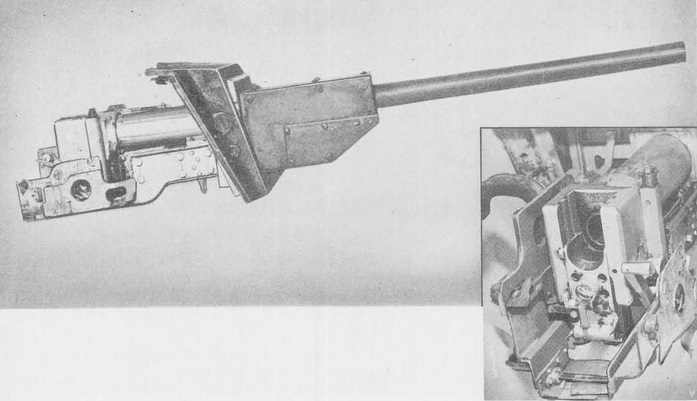
砲手は左側に位置して砲を操作する

1939年（昭和14年）、陸軍技術本部の部案として研究を開始した。当時試作中の試製四十七粍砲の砲身を九四式七糎戦車砲の砲架に搭載して試験を行い、その試験成績を基に試製四十七粍戦車砲を設計。1940年（昭和15年）6月に第1回試験、翌7月に第2回試験を行い、機能・抗堪性・弾道性を確認した。同年9月には試製九八式中戦車 チホの砲塔に本砲を装備し、九七式中戦車 チハの車体に搭載して抗堪弾道性試験を実施した。
1941年（昭和16年）1月には陸軍戦車学校および陸軍騎兵学校に実用試験を委託し、実用に適するとの判定を得、更に小改修を加えて同年4月、修正機能試験を実施、「精度機能良好抗力十分にして実用に適するを以て、戦車装備用として整備するを要す」と判定された。この結果に基づき、同年9月仮制式を上申。翌1942年（昭和17年）4月1日、一式四十七粍戦車砲として制式制定された。
本砲は九七式中戦車および一式中戦車 チヘ（一式四十七粍戦車砲II型）の主砲として装備された。砲身命数は2,000発であり、弾薬筒は一式機動四十七粍砲と共通である。後座長は280-300mmとされた。

## 装甲貫徹能力
装甲貫徹能力の数値は、射撃対象の装甲板や実施した年代など、試験条件により異なる。
1942年5月の資料によれば、一式四十七粍戦車砲とほぼ同威力の一式機動四十七粍砲の場合、一式徹甲弾（徹甲榴弾相当）を使用した場合は弾着角90度で以下の装甲板を貫通できた。
- 1,500mで45mm（第一種防弾鋼板）/20mm（第二種防弾鋼板）
- 1,000mで50mm（第一種防弾鋼板）/30mm（第二種防弾鋼板）
- 500mで65mm（第一種防弾鋼板）/40mm（第二種防弾鋼板）
- 200mで65mm[3]（第一種防弾鋼板）/50mm（第二種防弾鋼板）

試製徹甲弾であるタングステン鋼蚤形弾（後述する「特甲」弾の基になったと思われる試製徹甲弾）を使用した場合、弾着角90度で以下の装甲板を貫徹できた。
- 1,500mで45mm（第一種防弾鋼板）/25mm（第二種防弾鋼板）
- 1,000mで55mm（第一種防弾鋼板）/30mm（第二種防弾鋼板）
- 500mで70mm（第一種防弾鋼板）/45mm（第二種防弾鋼板）
- 200mで80mm（第一種防弾鋼板）/55mm（第二種防弾鋼板）

別の1942年5月の資料によれば、試製四十七粍砲の鋼板貫通厚について以下のようになっている。
試製徹甲弾であるタングステン鋼蚤形弾を使用した場合、以下の装甲板を貫通するとしている。
- 1,500mで45mm（第一種防弾鋼板）/23mm（第二種防弾鋼板）
- 1,000mで56mm（第一種防弾鋼板）/31mm（第二種防弾鋼板）
- 500mで70mm（第一種防弾鋼板）/45mm（第二種防弾鋼板）
- 200mで79mm（第一種防弾鋼板）/55mm（第二種防弾鋼板）
- 0mで約85mm（第一種防弾鋼板）/約65mm（第二種防弾鋼板）

となっている。
試製徹甲弾である弾丸鋼第一種丙製蚤形徹甲弾（一式徹甲弾に相当）を使用した場合、以下の装甲板を貫通するとしている。
- 1,500mで43mm（第一種防弾鋼板）/20mm（第二種防弾鋼板）
- 1,000mで52mm（第一種防弾鋼板）/28mm（第二種防弾鋼板）
- 500mで65mm（第一種防弾鋼板）/39mm（第二種防弾鋼板）
- 200mで72mm（第一種防弾鋼板）/48mm（第二種防弾鋼板）

弾丸鋼第一種丙製蚤形徹甲弾の不貫鋼板厚は以下のようになっている。
- 1,000mで62mm（第一種防弾鋼板）/37mm（第二種防弾鋼板）
- 500mで76mm（第一種防弾鋼板）/52mm（第二種防弾鋼板）
- 200mで85mm（第一種防弾鋼板）/62mm（第二種防弾鋼板）

1942年4月3日に行われた鹵獲したM3軽戦車に対する射撃試験では、射距離800mにおいて正面装甲を9発中6発貫通、同1,000mにおいて6発中3発貫通している。
1945年7月のアメリカ軍の情報報告書においては、一式四十七粍戦車砲によりM4A3 シャーマンの装甲を射距離500ヤード（約457.2m）以上から貫通することが可能（貫通可能な装甲箇所は記述されておらず不明）と記述され、実戦では一式四十七粍戦車砲による約30度の角度からの射撃（射距離150-200ヤード：約137.1-182.8m）によりM4の装甲は6発中5発が貫通（命中箇所不明）したとの報告の記述がある。また、同報告書には、最近の戦闘報告から47mm砲弾の品質が以前より改善されたことを示している、との記述がある。
1945年8月のアメリカ旧陸軍省の情報資料によれば、鹵獲した一式四十七粍戦車砲の射撃試験において、射距離500ヤード（約457.2m）において3.25インチ（約82mm）の垂直装甲を貫通した事例が記載されている。
貫通威力が近似すると思われる（弾薬筒が共用であり、初速の差が約20m/秒程度）一式機動四十七粍砲の装甲貫通値については以下のように記載されている。
| 射距離                   | 垂直した装甲板に対する貫通値 | 垂直から30度傾斜した装甲板に対する貫通値 |
| ------------------------ | ---------------------------- | ---------------------------------------- |
| 250ヤード（約228.6m）    | 3.0インチ（約76mm）          | 2.25インチ（約57mm）                     |
| 500ヤード（約457.2m）    | 2.75インチ（約70mm）         | 2.0インチ（約51mm）                      |
| 1,000ヤード（約914.4m）  | 2.0インチ（約51mm）          | 1.4インチ（約36mm）                      |
| 1,500ヤード（約1371.6m） | 1.6インチ（約41mm）          | 1.2インチ（約30mm）                      |

また、1945年3月のアメリカ陸軍武器科の情報資料によれば、一式四十七粍戦車砲は射距離500ヤード（約457.2m）において、垂直した圧延装甲2.7インチ（約69mm）を貫通、垂直から30度傾斜した圧延装甲2.2インチ（約56mm）を貫通と記載されており、一式機動四十七粍砲は、射距離1,050ヤード（約960.1m）において、垂直した圧延装甲2.5インチ（約63.5mm）を貫通すると記載されている。
1945年12月のアメリカ陸軍第6軍の情報資料によれば、一式機動四十七粍砲は至近距離の射撃試験において、装甲に対して垂直に命中した場合、4.5インチ（約114.3mm）を貫通した事例があったとしている（射撃対象の装甲板の種類や徹甲弾の弾種は記載されず不明）。
陸上自衛隊幹部学校戦史教官室の所蔵資料である近衛第三師団の調整資料「現有対戦車兵器資材効力概見表」によると、四七TA（47mm速射砲）の徹甲弾は、射距離500m/貫通鋼板厚75mmとなっており（射撃対象の防弾鋼板の種類や徹甲弾の弾種は記載されず不明）、M4中戦車の車体側面：射距離1,500m、砲塔側面：射距離800m、車体前面：射距離400mで貫通、となっている。
また、1944-1945年調製と思われる陸軍大学校研究部の資料によると、「1式47粍速射砲」（原文そのまま）は、1種：射距離300m/貫通威力84mm、1種：射距離400m/貫通威力81mm、1種：射距離500m/貫通威力78mm、2種：射距離300m/貫通威力57mm、2種：射距離400m/貫通威力54mm、2種：射距離500m/貫通威力51mm、となっている。
なお、100mにおいて55mm、1,000mにおいて30-35mmという説もある。
一式四十七粍砲用のW-Cr鋼（タングステンクロム鋼）製の徹甲弾は「特甲」と呼称され、大戦後半に少数製造された。なお、ニッケルクロム鋼製の弾丸を「特乙」と呼んだが、こちらは実際に製造されたかどうか不明である。
なお、一式徹甲弾より新型である四式徹甲弾は、終戦時に完成品が約5,000発、半途品が約30,000発存在していた。

## 派生型
本砲の改良型として、1943年（昭和18年）度一技研修正研究計画に一式四十七粍戦車砲II型がある。一式中戦車 チヘの搭載砲として、従来の肩当照準方式から転杷（ハンドル）照準方式に変更し、砲防弾器の改修・砲手用潜望鏡の付与・撃発方式の電気発火方式への改良などが行われている。
本砲を基礎とした派生型として、昭和18年度第一陸軍技術研究所研究計画に試製四十七粍（短）戦車砲がある。35口径で、駐退復座機を砲の左右に振り分けて配置している。新軽戦車（五式軽戦車 ケホ）搭載用として1942年（昭和17年）9月に研究着手し、翌年6月に竣工試験、同年10月に実用試験、同年12月に完成の予定だった。第一陸軍技術研究所修正研究計画では、初速740m/秒、高低射界-15~+20度、方向射界左右各10度など具体的な数字が挙げられているが、完成予定は1945年（昭和20年）3月と、大幅にずれ込んでいる。

## 生産
大阪造兵廠第一製造所の1942年（昭和17年）10月末の火砲製造完成数によれば、この時点での本砲の累積製造数は230門であった。また、1943年（昭和18年）3月末における整備状況調査では、昭和17年度（昭和17年4月-昭和18年3月）に317門製造している。
1944年（昭和19年）9月に兵器行政本部が出した昭和19年度整備に関する機密指示では、430門を予定していた一式四十七粍戦車砲の製造を330門に縮小し、同時に一式四十七粍戦車砲II型150門の追加が指示されている。

## 長砲身57mm戦車砲との比較試験
原乙未生の回顧録によれば、九七式中戦車 チハの主砲を更新するにあたり、それまでの標準であった57mm短加農に代えて長砲身57mm砲と47mm砲を試作して比較した結果、貫徹力は57mmが上回っていたが、対戦車砲として47mm砲を採用する運びとなったため、戦車砲としても47mm砲を採用したという。この長砲身57mm砲は49口径で初速830m/sであったとされる。ただし、この砲についての試験記録、試製などに関する資料は他になく、詳細は不明である。
本砲の試製および採用と近い時期に試験された57mm口径の高初速砲としては改造馬式五十七粍砲がある。同砲は、1940年（昭和15年）9-11月に試験が行われて試製四十七粍砲、ラ式三十七粍砲、九四式三十七粍砲と貫徹力が比較されており、装薬を400ｇから徐々に増やした結果、実用上の限界初速は750m/sと判定された（試験中に780m/sで薬莢が取り出せなくなった）。また、駆逐戦車用として1941年（昭和16年）3月に研究が開始された試製五十七粍戦車砲は、1944年（昭和19年）5月に四式中戦車 チト1号車に搭載されて射撃試験を行った（48.5口径、初速810m/s）が、試験直後に四式中戦車は五式中戦車 チリ用に予定されていた五式七糎半戦車砲を装備する仕様に設計変更された。
（二式砲戦車用に試作された五十七粍戦車砲の弾道試験が1942年5月に行われたとする資料もある。）